# メルセデス・ベンツ・CLK-GTR

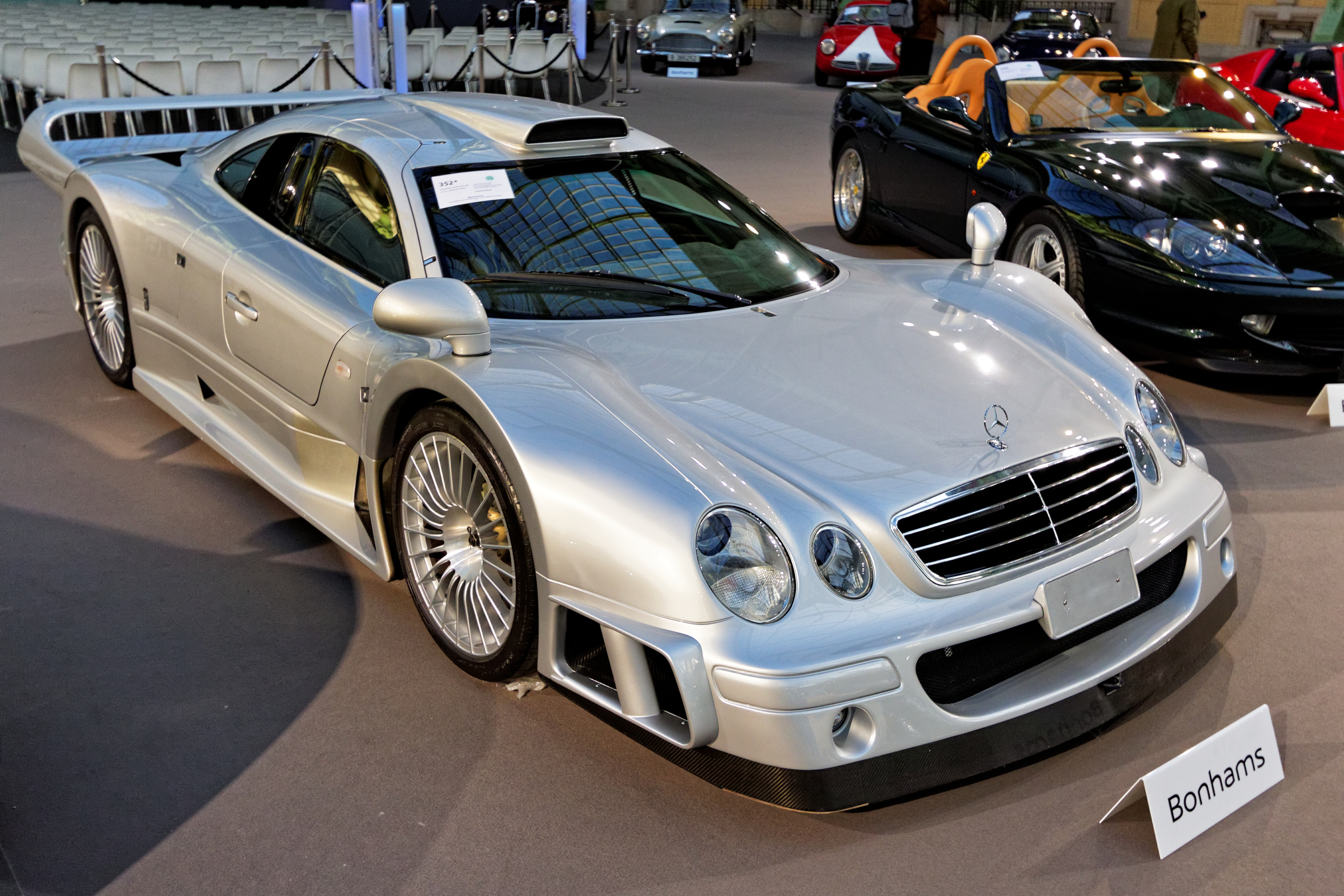
CLK GTR

メルセデス・ベンツ・CLK-GTR (Mercedes Benz CLK-GTR) は、メルセデス・ベンツとAMGが1997年FIA GT選手権参戦用に開発した、FIA グループGT1のグランドツーリングスポーツカーである。

## 概要

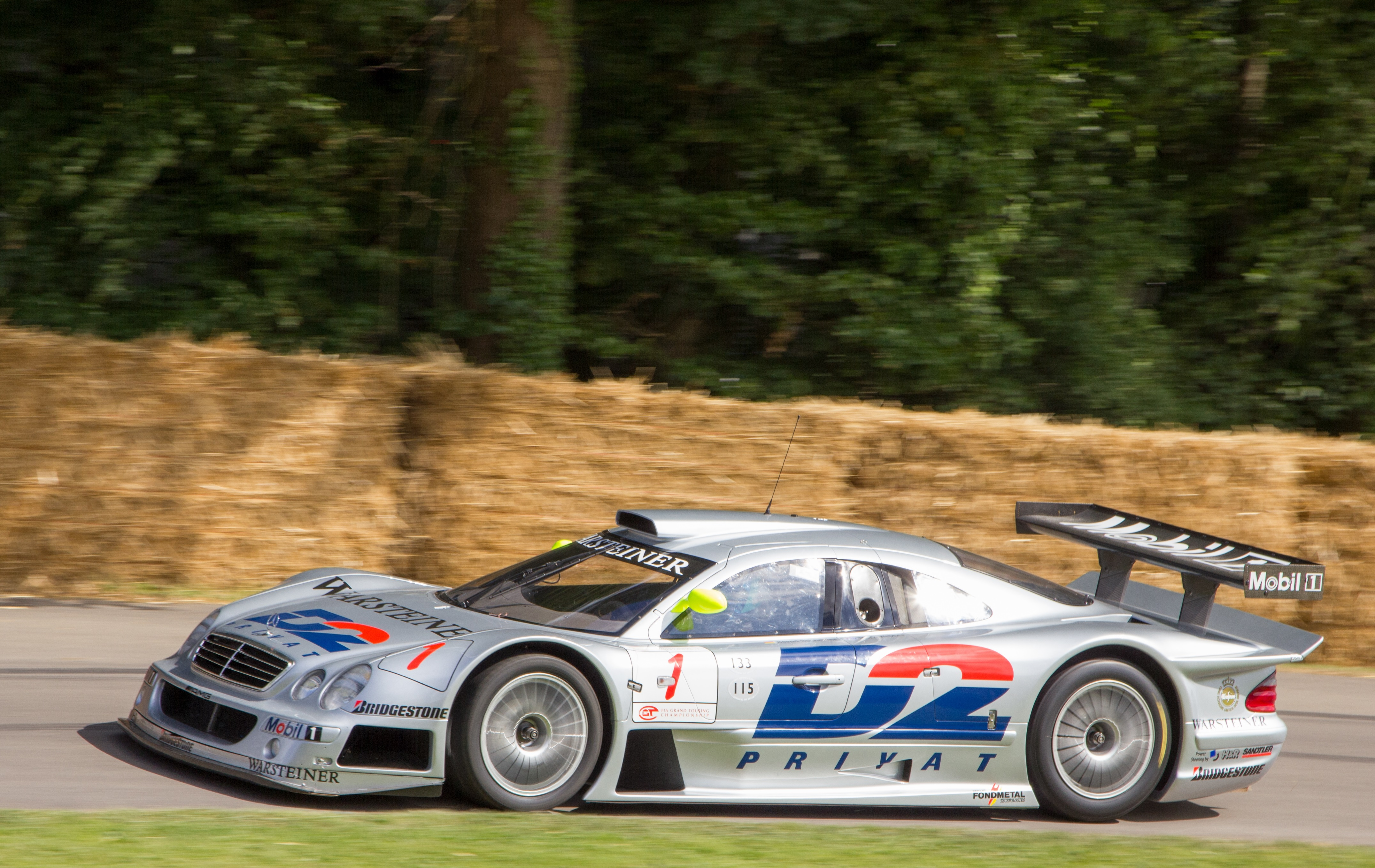
CLK GTR GT1

1996年で国際ツーリングカー選手権 (ITC) が終了したことにより、国際自動車連盟 (FIA) はBPRが主催して1994年に発足した「BPRグローバルGTシリーズ」という国際耐久シリーズをFIA直轄とし、1997年よりFIA GT選手権としてスタートさせた。
ITC終了で戦いの場をなくしていたAMGメルセデスは、わずか128日と言う短期間でGT1マシンを製作し、このシリーズにワークス参戦した。エンジンは6リットルV型12気筒を搭載。エンジンの開発に当たっては、マクラーレン・F1を購入し、エンジンを自社開発したV12エンジンに換装してテストを行っている。このため、当初はマクラーレンF1をベースに作られるのではという噂が流れていた。
FIA-GT1ホモロゲーションの取得には25台の生産を必要とし、実際に製造・販売された。Cカー同様、モノコックはカーボンコンポジットであるが、ローラがシャシーの製造を手がけたといわれている。
レース仕様車では、右手の切断事故の後遺症があるアレッサンドロ・ナニーニのために、ふたつに分かれたシフトレバーを搭載した特別仕様車が用意された。それぞれのレバーを押し分ける事でシフトダウンとシフトアップが出来るようになっていた。もちろんその他のドライバーでも押し引きすれば通常と同じようにシフトチェンジできるよう工夫が凝らされていた。固定式のリアスポイラーを使用するロードカーと異なり、センターにステーを設けた大型のリアウイングが装備される。
シーズン序盤こそ信頼性不足で苦戦するが、第4戦ニュルブルクリンクで初優勝を遂げると、後は快進撃を重ね、全11戦中6勝を上げ、チーム (AMGメルセデス)/ドライバーズ（ベルント・シュナイダー) のダブルタイトルを獲得した。
翌1998年は、ワークス・チーム (AMG) も第2戦シルバーストンまで使用した他、プレッソンチームにも供給されプライベート参戦した。第3戦以降、およびル・マン24時間レースには、後継マシンのCLK-LMを投入することになる。プライベーターからのエントリーは無く、ワークスチームがCLK-LM二台を投入しただけにとどまったため、結局ル・マン24時間レースにこのマシンが姿を見せることはなかった。

## バリエーション

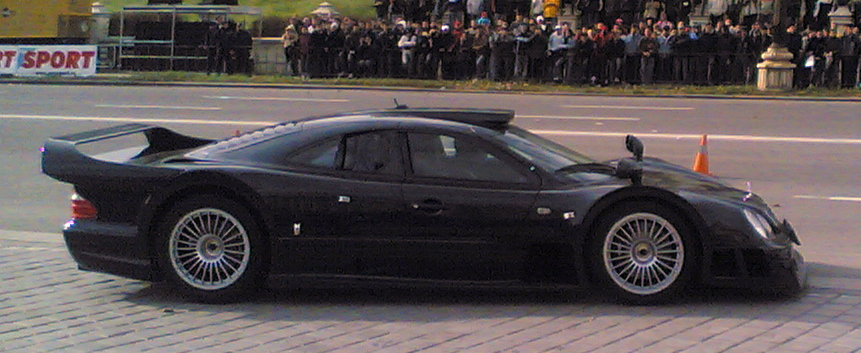
サイドビュー

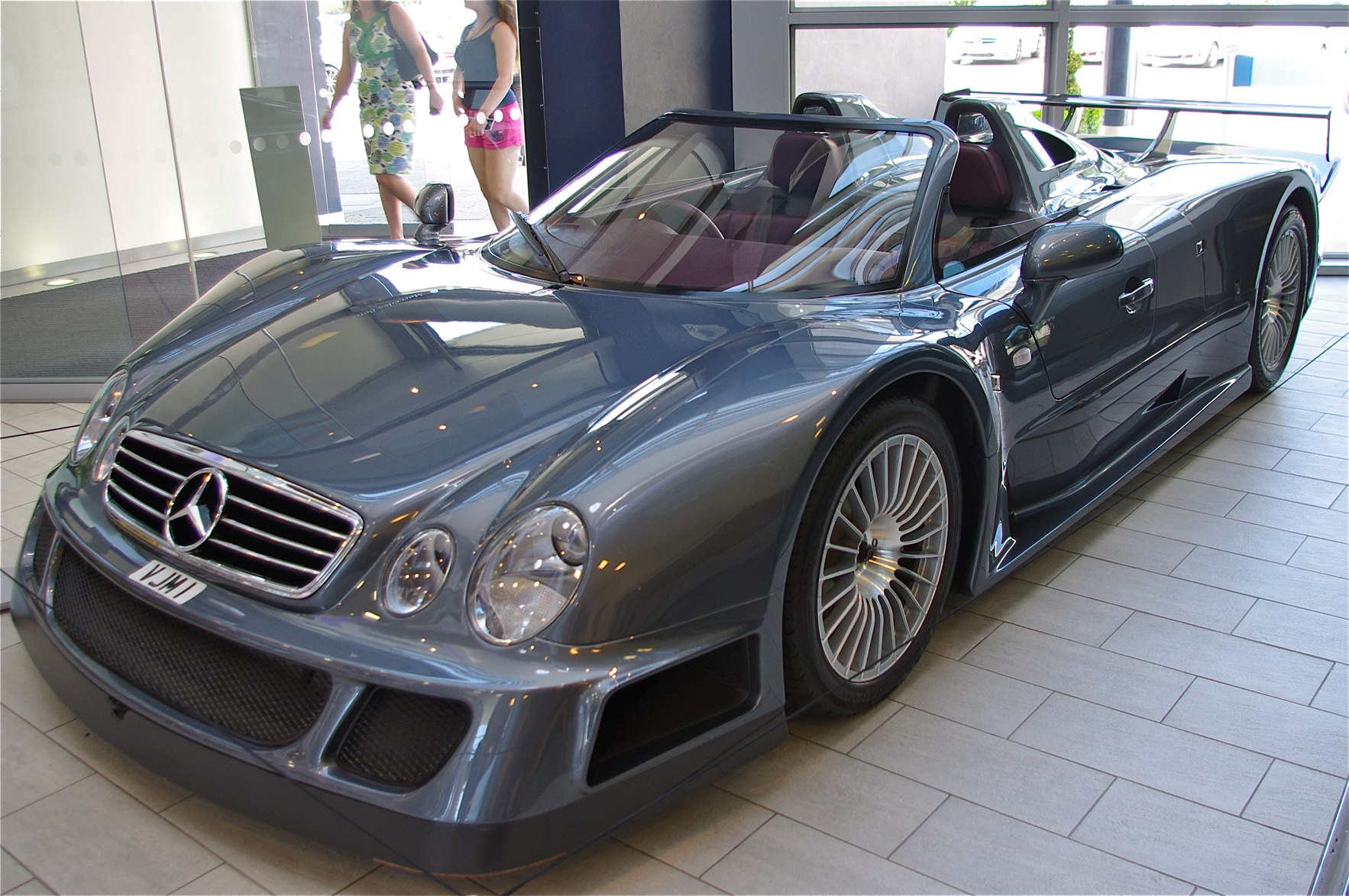
CLK-GTR Roadster

CLK-GTRは25台のロードカーが販売された。1999年当時の価格は307万4,000マルク(日本円に換算すると約2億5,000万円)と非常に高額であった。トランスミッションは、クラッチペダル操作が必要なパドルシフト式6速シーケンシャルシフトで、センターサイドコンソールにリバースギアのレバーがある。ニュートラル時にこのレバーを引き上げるとリバースギアに入る。
快適装備として、車高調整機構、パーキングコントロール、ABS、トラクションコントロール、エアコン、オーディオなどを備え、GT1マシンの市販車両にしては快適性は高い部類である。しかし、ウィンドウを開く機構は存在せず、最小回転半径は7.5 mと非常に大きい。ドアはAピラーにヒンジを設けたバタフライドアを採用し乗降性の向上を図っているが、サイドシルがかなり広いため乗降性は良くない。シートはC-FRP製のフルバケットシートを使用しており、購入者の体格や嗜好に合ったセッティングが施されるため、前後のスライドはしない。衝突安全性は考慮されており、運転席と助手席にエアバッグが装備され、フロントカウル内にはクラッシュボックスも備える。
「CLK-GTR」という名称は、当時メルセデス・ベンツが販売していた量産型クーペ「CLKクラス(C208型)」を由来としており、実際前後のデザインは共通のモチーフを採用してはいるものの、両車の間で共有されている部品はフロントグリル、ヘッドライト、テールライトのみであり、それ以外は全く別物の車両となっている。
通常バージョンの市販が一定数に達した段階で、特別仕様車としてCLK-GTR Roadsterがごく少数発売された。Aピラー以降のルーフをオープントップにしており、その後部はロールバー状に2つの隆起があるほか、各所のダクト形状の形状が改められているのが外観の特徴である。

## その他
購入者はAMGによって厳正に審査された上で、プロのレーシングドライバーによってドライビングレッスンを受けることが義務付けられていたといわれている。そのためメーカーからの直接購入に限定され、並行輸入や中古車の売買はメルセデスが厳しく監視していたとされる。
日本へは数台輸入され、そのうちの1台は小室哲哉が所有していた。小室曰く｢乗りこなせない事が判って飾り物にしていた｣とのことであるが、メルセデスから直接交渉して購入したのではなく、メルセデスが特に警戒していた並行輸入によって購入したと語っており、そのため日本の公道では走行できなかったとみられる。CLK-GTR Roadsterも所有していたという。
なお、世界に1台しか存在しない右ハンドル仕様は世界有数の資産家の一人であるブルネイのボルキア国王の愛車でもある。